# Gambugliano
Gambugliano là một đô thị tại tỉnh Vicenza ở vùng Veneto, Ý.